# Bơi tại Thế vận hội Mùa hè 2008
Giải bơi tại Thế vận hội Mùa hè 2008 diễn ra từ ngày 9 đến ngày 21 tháng 8 năm 2008 tại Trung tâm Thể thao dưới nước Quốc gia Bắc Kinh.

## Xếp hạng theo quốc gia
| 1    | Bản mẫu:Lá cờIOCteam | 12 | 9  | 10 | 31  |
| 2    | Bản mẫu:Lá cờIOCteam | 6  | 6  | 8  | 20  |
| 3    | Bản mẫu:Lá cờIOCteam | 2  | 2  | 2  | 6   |
| 4    | Bản mẫu:Lá cờIOCteam | 2  | 0  | 3  | 5   |
| 5    | Bản mẫu:Lá cờIOCteam | 2  | 0  | 1  | 3   |
| 6    | Bản mẫu:Lá cờIOCteam | 2  | 0  | 0  | 2   |
| 7    | Bản mẫu:Lá cờIOCteam | 1  | 3  | 2  | 6   |
| 8    | Bản mẫu:Lá cờIOCteam | 1  | 3  | 0  | 4   |
| 9    | Bản mẫu:Lá cờIOCteam | 1  | 2  | 3  | 6   |
| 10   | Bản mẫu:Lá cờIOCteam | 1  | 1  | 2  | 4   |
| 11   | Bản mẫu:Lá cờIOCteam | 1  | 1  | 0  | 2   |
| 11   | Bản mẫu:Lá cờIOCteam | 1  | 1  | 0  | 2   |
| 13   | Bản mẫu:Lá cờIOCteam | 1  | 0  | 1  | 2   |
| 14   | Bản mẫu:Lá cờIOCteam | 1  | 0  | 0  | 1   |
| 15   | Bản mẫu:Lá cờIOCteam | 0  | 3  | 0  | 3   |
| 16   | Bản mẫu:Lá cờIOCteam | 0  | 1  | 1  | 2   |
| 17   | Bản mẫu:Lá cờIOCteam | 0  | 1  | 0  | 1   |
| 17   | Bản mẫu:Lá cờIOCteam | 0  | 1  | 0  | 1   |
| 19   | Bản mẫu:Lá cờIOCteam | 0  | 0  | 1  | 1   |
| 19   | Bản mẫu:Lá cờIOCteam | 0  | 0  | 1  | 1   |
| 19   | Bản mẫu:Lá cờIOCteam | 0  | 0  | 1  | 1   |
| Tổng | Tổng                 | 34 | 34 | 36 | 104 |

## Bảng huy chương

### Nam
| Nội dung                 | Vàng | Vàng         | Bạc | Bạc          | Đồng | Đồng         |
| ------------------------ | --- | ------------ | --- | ------------ | --- | ------------ |
| 50 m tự do               | Bản mẫu:Lá cờIOCmedalist | 21.30 (OR)   | Bản mẫu:Lá cờIOCmedalist | 21.45        | Bản mẫu:Lá cờIOCmedalist                                                                                    | 21.49        |
| 100 m tự do              | Bản mẫu:Lá cờIOCmedalist | 47.21        | Bản mẫu:Lá cờIOCmedalist | 47.32        | Bản mẫu:Lá cờIOCmedalist                                                                                    | 47.67        |
| 200 m tự do              | Bản mẫu:Lá cờIOCmedalist | 1:42.96 (WR) | Bản mẫu:Lá cờIOCmedalist | 1:44.85 (AS) | Bản mẫu:Lá cờIOCmedalist                                                                                    | 1:45.14      |
| 400 m tự do              | Bản mẫu:Lá cờIOCmedalist | 3:41.86 (AS) | Bản mẫu:Lá cờIOCmedalist | 3:42.44      | Bản mẫu:Lá cờIOCmedalist                                                                                    | 3:42.78 (AM) |
| 1500 m tự do             | Bản mẫu:Lá cờIOCmedalist | 14:40.84     | Bản mẫu:Lá cờIOCmedalist | 14:41.53     | Bản mẫu:Lá cờIOCmedalist                                                                                    | 14.42.69     |
| 100 m bơi ngửa           | Bản mẫu:Lá cờIOCmedalist | 52.54 (WR)   | Bản mẫu:Lá cờIOCmedalist | 53.11        | Bản mẫu:Lá cờIOCmedalist                                                                                    | 53.18        |
| 200 m bơi ngửa           | Bản mẫu:Lá cờIOCmedalist | 1:53.94 (WR) | Bản mẫu:Lá cờIOCmedalist | 1:54.33      | Bản mẫu:Lá cờIOCmedalist                                                                                    | 1:54.93      |
| 100 m bơi ếch            | Bản mẫu:Lá cờIOCmedalist | 58.91 (WR)   | Bản mẫu:Lá cờIOCmedalist | 59.20        | Bản mẫu:Lá cờIOCmedalist                                                                                    | 59.37        |
| 200 m bơi ếch            | Bản mẫu:Lá cờIOCmedalist | 2:07.64 (OR) | Bản mẫu:Lá cờIOCmedalist | 2:08.88 (OC) | Bản mẫu:Lá cờIOCmedalist                                                                                    | 2:08.94      |
| 100 m bơi bướm           | Bản mẫu:Lá cờIOCmedalist | 50.58 (OR)   | Bản mẫu:Lá cờIOCmedalist | 50.59        | Bản mẫu:Lá cờIOCmedalist                                                                                    | 51.12        |
| 200 m bơi bướm           | Bản mẫu:Lá cờIOCmedalist | 1:52.03 (WR) | Bản mẫu:Lá cờIOCmedalist | 1:52.70 (ER) | Bản mẫu:Lá cờIOCmedalist                                                                                    | 1:52.97 (AS) |
| 200 m hỗn hợp cá nhân    | Bản mẫu:Lá cờIOCmedalist | 1:54.23 (WR) | Bản mẫu:Lá cờIOCmedalist | 1:56.52 (ER) | Bản mẫu:Lá cờIOCmedalist                                                                                    | 1:56.53      |
| 400 m hỗn hợp cá nhân    | Bản mẫu:Lá cờIOCmedalist | 4:03.84 (WR) | Bản mẫu:Lá cờIOCmedalist | 4:06.16 (ER) | Bản mẫu:Lá cờIOCmedalist                                                                                    | 4:08.09      |
| 4×100 m tự do tiếp sức   | Bản mẫu:Lá cờIOC Michael Phelps Garrett Weber-Gale Cullen Jones Jason Lezak Nathan Adrian* Benjamin Wildman-Tobriner* Matt Grevers*    | 3:08.24 (WR) | Bản mẫu:Lá cờIOC Amaury Leveaux Fabien Gilot Frédérick Bousquet Alain Bernard Gregory Mallet* Boris Steimetz*                                   | 3:08.32 (ER) | Bản mẫu:Lá cờIOC Eamon Sullivan Andrew Lauterstein Ashley Callus Matt Targett Leith Brodie* Patrick Murphy* | 3:09.91 (OC) |
| 4×200 m tự do tiếp sức   | Bản mẫu:Lá cờIOC Michael Phelps Ryan Lochte Ricky Berens Peter Vanderkaay Klete Keller* Erik Vendt* David Walters*                     | 6:58.56 (WR) | Bản mẫu:Lá cờIOC Nikita Lobintsev Evgeny Lagunov Danila Izotov Alexander Sukhorukov Mikhail Polishchuk*                                         | 7:03.70 (ER) | Bản mẫu:Lá cờIOC Patrick Murphy Grant Hackett Grant Brits Nick Ffrost Leith Brodie* Kirk Palmer*            | 7:04.98      |
| 4×100 m hỗn hợp tiếp sức | Bản mẫu:Lá cờIOC Aaron Piersol Brendan Hansen Michael Phelps Jason Lezak Matt Grevers* Mark Gangloff* Ian Crocker* Garrett Weber-Gale* | 3:29.34 (WR) | Bản mẫu:Lá cờIOC Hayden Stoeckel Brenton Rickard Andrew Lauterstein Eamon Sullivan Ashley Delaney* Christian Sprenger* Adam Pine* Matt Targett* | 3:30.04 (OC) | Bản mẫu:Lá cờIOC Junichi Miyashita Kosuke Kitajima Takuro Fujii Hisayoshi Sato                              | 3:31.18 (AS) |
| 10 km marathon           | Bản mẫu:Lá cờIOCmedalist | 1:51:51.6    | Bản mẫu:Lá cờIOCmedalist | 1:51:53.1    | Bản mẫu:Lá cờIOCmedalist                                                                                    | 1:51:53.6    |

### Nữ
| Nội dung                 | Vàng | Vàng           | Bạc | Bạc          | Đồng | Đồng         |
| ------------------------ | --- | -------------- | --- | ------------ | --- | ------------ |
| 50 m tự do               | Bản mẫu:Lá cờIOCmedalist | 24.06 (OR, ER) | Bản mẫu:Lá cờIOCmedalist | 24.07 (AM)   | Bản mẫu:Lá cờIOCmedalist | 24.17        |
| 100 m tự do              | Bản mẫu:Lá cờIOCmedalist | 53.12 (OR)     | Bản mẫu:Lá cờIOCmedalist | 53.16        | Bản mẫu:Lá cờIOCmedalist | 53.39 (AM)   |
| 200 m tự do              | Bản mẫu:Lá cờIOCmedalist | 1:54.82 (WR)   | Bản mẫu:Lá cờIOCmedalist | 1:54.97      | Bản mẫu:Lá cờIOCmedalist | 1:55.05 (AS) |
| 400 m tự do              | Bản mẫu:Lá cờIOCmedalist | 4:03.22        | Bản mẫu:Lá cờIOCmedalist | 4:03.29      | Bản mẫu:Lá cờIOCmedalist | 4:03.52      |
| 800 m tự do              | Bản mẫu:Lá cờIOCmedalist | 8:14.10 (WR)   | Bản mẫu:Lá cờIOCmedalist | 8:20.23      | Bản mẫu:Lá cờIOCmedalist | 8:23.03      |
| 100 m bơi ngửa           | Bản mẫu:Lá cờIOCmedalist | 58.96          | Bản mẫu:Lá cờIOCmedalist | 59.19        | Bản mẫu:Lá cờIOCmedalist | 59.34        |
| 200 m bơi ngửa           | Bản mẫu:Lá cờIOCmedalist | 2:05.24 (WR)   | Bản mẫu:Lá cờIOCmedalist | 2:06.23      | Bản mẫu:Lá cờIOCmedalist | 2:07.13 (AS) |
| 100 m bơi ếch            | Bản mẫu:Lá cờIOCmedalist | 1:05.17 (OR)   | Bản mẫu:Lá cờIOCmedalist | 1:06.73      | Bản mẫu:Lá cờIOCmedalist | 1:07.34      |
| 200 m bơi ếch            | Bản mẫu:Lá cờIOCmedalist | 2:20.22 (WR)   | Bản mẫu:Lá cờIOCmedalist | 2:22.05      | Bản mẫu:Lá cờIOCmedalist | 2:23.02 (ER) |
| 100 m bơi bướm           | Bản mẫu:Lá cờIOCmedalist | 56.73 (OC)     | Bản mẫu:Lá cờIOCmedalist | 57.10        | Bản mẫu:Lá cờIOCmedalist | 57.25        |
| 200 m bơi bướm           | Bản mẫu:Lá cờIOCmedalist | 2:04.18 (WR)   | Bản mẫu:Lá cờIOCmedalist | 2:04.72      | Bản mẫu:Lá cờIOCmedalist | 2:06.26      |
| 200 m hỗn hợp cá nhân    | Bản mẫu:Lá cờIOCmedalist | 2:08.45 (WR)   | Bản mẫu:Lá cờIOCmedalist | 2:08.59 (AF) | Bản mẫu:Lá cờIOCmedalist | 2:10.34      |
| 400 m hỗn hợp cá nhân    | Bản mẫu:Lá cờIOCmedalist | 4:29.45 (WR)   | Bản mẫu:Lá cờIOCmedalist | 4:29.89 (AF) | Bản mẫu:Lá cờIOCmedalist | 4:31.71      |
| 4×100 m tự do tiếp sức   | Bản mẫu:Lá cờIOC Inge Dekker Ranomi Kromowidjojo Femke Heemskerk Marleen Veldhuis Hinkelien Schreuder* Manon van Rooijen*                         | 3:33.76 (OR)   | Bản mẫu:Lá cờIOC Natalie Coughlin Lacey Nymeyer Kara Lynn Joyce Dara Torres Emily Silver* Julia Smit*                                                            | 3:34.33 (AM) | Bản mẫu:Lá cờIOC Cate Campbell Alice Mills Melanie Schlanger Lisbeth Trickett Shayne Reese*                                   | 3:35.05 (OC) |
| 4×200 m tự do tiếp sức   | Bản mẫu:Lá cờIOC Stephanie Rice Bronte Barratt Kylie Palmer Linda Mackenzie Lara Davenport* Felicity Galvez* Angie Bainbridge* Melanie Schlanger* | 7:44.31 (WR)   | Bản mẫu:Lá cờIOC Yang Yu Zhu Qianwei Tan Miao Pang Jiaying Tang Jingzhi*                                                                                         | 7:45.93 (AS) | Bản mẫu:Lá cờIOC Allison Schmitt Natalie Coughlin Caroline Burckle Katie Hoff Christine Marshall* Kim Vandenberg* Julia Smit* | 7:46.33 (AM) |
| 4×100 m hỗn hợp tiếp sức | Bản mẫu:Lá cờIOC Emily Seebohm (OC) Leisel Jones Jessicah Schipper Lisbeth Trickett Tarnee White* Felicity Galvez* Shayne Reese*                  | 3:52.69 (WR)   | Bản mẫu:Lá cờIOC Natalie Coughlin (AM) (lead-off) Rebecca Soni Christine Magnuson Dara Torres Margaret Hoelzer* Megan Jendrick* Elaine Breeden* Kara Lynn Joyce* | 3:53.30 (AM) | Bản mẫu:Lá cờIOC Zhao Jing Sun Ye Zhou Yafei Pang Jiaying Xu Tianlongzi*                                                      | 3:56.11 (AS) |
| 10 km marathon           | Bản mẫu:Lá cờIOCmedalist | 1:59:27.7      | Bản mẫu:Lá cờIOCmedalist | 1:59:29.2    | Bản mẫu:Lá cờIOCmedalist | 1:59:31.0    |